# Peter Hyams
Peter Hyams (n. 26 iulie 1943, New York City, New York, SUA) este un scenarist, regizor și cineast american, probabil cel mai cunoscut pentru regizarea în 1984 a filmului de aventuri științifico-fantastic 2010 (care este o continuare a filmului lui Stanley Kubrick 2001: O odisee spațială), pentru regizarea filmului din 1978 Capricorn One, adaptarea cărții de benzi desenate TimeCop și pentru filmul horror/de acțiune Arhivat în 22 octombrie 2012, la Wayback Machine. cu Arnold Schwarzenegger Apocalipsa (End of Days).

## Biografie
Este tatăl regizorului John Hyams.

## Filmografie
| film (ca regizor)         | premiera           | Box office  | Box office |
| Enemies Closer            | 24 ianuarie 2014   |             |            |
| Beyond a Reasonable Doubt | 11 septembrie 2009 |             |            |
| A Sound of Thunder        | 15 mai 2005        | $1,901,000  |            |
| The Musketeer             | 9 septembrie 2001  | $27,054,000 |            |
| Apocalipsa (End of Days)  | 24 noiembrie 1999  | $66,890,000 |            |
| The Relic                 | 10 ianuarie 1997   | $33,957,000 |            |
| Sudden Death              | 26 octombrie 1995  | $20,215,000 |            |
| Timecop                   | 16 septembrie 1994 | $44,854,000 |            |
| Stay Tuned                | 14 august 1992     | $10,737,000 |            |
| Narrow Margin             | 21 septembrie 1990 | $10,874,000 |            |
| The Presidio              | 10 iunie 1988      | $20,037,000 |            |
| Running Scared            | 27 iunie 1986      | $38,501,000 |            |
| 2010                      | 7 decembrie 1984   | $41,000,000 |            |
| The Star Chamber          | 5 august 1983      | $5,600,000  |            |
| Outland                   | 22 mai 1981        | ~$18–20mio  |            |
| Hanover Street            | 18 mai 1979        | $3,000,000  |            |
| Capricorn One             | iunie 1978         |             |            |
| Peeper                    | 1975               |             |            |
| Busting                   | februarie 1974     |             |            |
| Our Time                  | 1974               |             |            |

În plus, el a regizat serialele de televiziune din 1972 Goodnight, My Love și Rolling Man.